# 루이제 린저

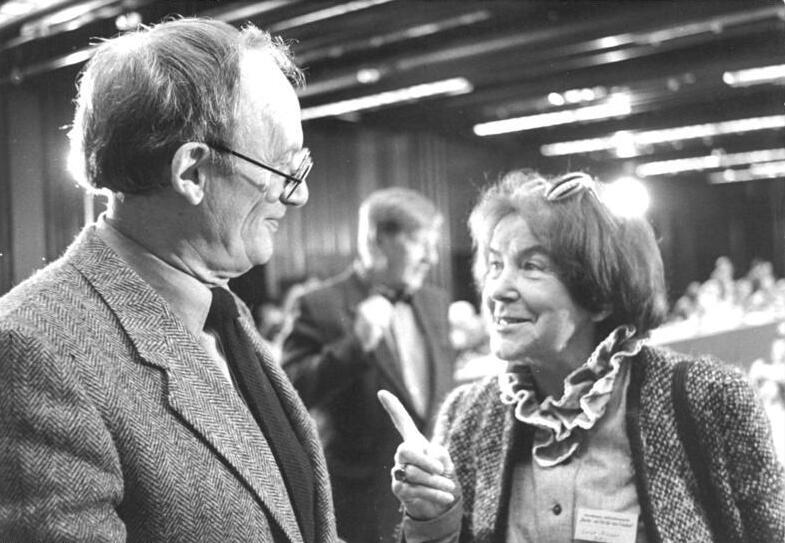
1987년에 헤르만 칸트와 얘기하고 있는 루이제 린저

루이제 린저(독일어: Luise Rinser, 1911년 4월 30일 ~ 2002년 3월 17일)는 독일의 작가이다.

## 생애

### 출생과 나치 시대 전까지
1911년 4월 30일 독일 바이에른 주 란즈베어크 암 레히 군의 핏츨링(Pitzling)에서 태어났다. 그녀의 아버지는 교육자이자 오르간 주자였다. 8살때 처음 시를 썼고 14살 해에는 독일 잡지 붸스트만스 모나츠헤프튼(Westermanns Monatsheften)에 첫 단편소설을 기고했다.
뮌헨의 사범대학에서 교육학과 심리학을 전공했고 초등학교 교사가 되었다. 1935년부터 기간제 교사로 바이에른 주에 있는 여러 학교에서 근무했다. 그 당시 혁신적 교육학자 프란츠 자이츠(Franz Seitz)를 알게 되었고 그는 그녀에게 교육학적인 시각뿐만이 아니라 작가로서의 길에도 큰 영향을 끼쳤다.

### 나치의 시대
교사로 재직할 당시 국가사회주의 독일 노동당(NSDAP)의 가입을 거절했는데 관직에서 제명당하기 전에 1939년 교육자직에서 스스로 물러났다. 작곡가이자 지휘자인 호스트 균터 슈넬(Horst-Günther Schnell)과 결혼했다.
1941년 헤르만 헤세(Hermann Hesse)의 갈채를 받은 유리반지가 출판되었다. 전쟁으로 인해 당분간 다음 작품을 출판하지 못했는데 여성 작가의 출판을 금지하는 조항이 있었는지는 분명치 않다.
1942년에 이혼한 슈넬과의 사이에서 아들 클라우스 크리스토프(Klaus Christoph)가 태어났다. 그녀의 둘째 아들 슈테판 린저(Stephan Rinser,1941-1994)는 티비 프로그램 감독 이였던 연인과의 사이에서 태어난 자식이다. 첫번째 남편인 슈넬은 1943년 Russlandfeldzug(독일과 소비에이트 전쟁)에서 전사했다. 그 후에 린저는 작가인 클라우스 헤어만(Klaus Herrmann, 동성애자이자 공산주의자였고 평화주의자)과, 정치범 수용소에서 꺼내기 위해 위장 결혼을 했다고 전해진다.(하지만 목적의 진위 여부는 정확하지 않다.) 1952년 이혼했다.
1944년 10월에 국가 반역죄로 체포되었다. 1944년 12월 21일 크리스마스를 지내기 위해 복역 중 휴가를 얻었다. 그 후에 그녀가 다시 감옥으로 돌아갔는지는 정확하지 않다. 그녀의 트라운슈타인에 있었던 감옥에서의 경험은 1946년 감옥에서의 일기(Gefängnistagebuch)에 묘사되었다.

### 전쟁 이후
1945년부터 1953년까지 노이어 짜이퉁(Die neue Zeitung)에서 비평가로 일했다. 1948년에 뮌헨으로 이사했다. 1949년 47그룹(Gruppe 47)이라는 모임에 참가했다. 1954부터 1959년까지 작곡가 카를 오르프(Carl Orff, 1895년 7월 10일 ~ 1982년 3월 29일)와 결혼 생활을 했다. 1959년부터 그녀는 로마에서 살았고 1965년부터는 로마의 로카 디 파파에서 지냈다. 한국인 작곡가 윤이상, 베니딕트 교단 성직자인 요하네스 마리아 횩크(Johannes Maria Hoeck), 조세 산체스 데 무릴로(José Sánchez de Murillo)와 친분이 있었다.

### 조선민주주의인민공화국과의 관계
린저는 1980년 대부터 1990년 대 초까지 최소한 두차례 이상 북한을 방문해 김일성주석과의 만남을 가진 것으로 알려져있다. 그녀는 서방의 대표적인 친북 인사 중 하나로, 북한을 마약중독이나 성범죄, 자살 등 서구사회가 안고 있는 문제들로부터 자유로운 나라로 생각했다. 자신의 북한방문을 소재로 한 수기에서 린저는 북한이 '인간적 사회주의를 향해 나아가는 도상'에 있다며 높이 평가했다.

### 미화된 과거
오랜 친구 조세 산체스 데 무릴로(José Sánchez de Murillo)는 일대기를 위해 조사를 하다가 그녀의 감추어진 행적을 발견하고서 린저의 아들인 크리스토프와 공동으로 모순의 삶(Ein Leben in Widersprüchen)을 썼다. 2011년 그는 신문사 짜이트 지(Zeit)와의 인터뷰에서 "린저는 우리 모두를 속였다"라고 말했다. 젊은 교육자로써 그녀의 유일한 유태인인 교장을 비난했고 이를 토대로 나치당에서 인정을 받고 커리어를 쌓았다. 또, 1944년 10월 나치에 대한 저항에 의한 국가 반역죄를 저지르고 사형수로서 투옥한 것이 아니라는 것이다. 남편 헤르만의 기록에 의하면, 나치에게 지원금을 받은 기업에 관해 린저에게 이야기했고 린저가 다시 그녀의 친구에게 이야기함으로써 친구의 남편에게 고발당해 체포되었다는 것이다. 그러나 감옥에서의 일기에서 린저는 나치에 대한 저항이라고 스스로 왜곡, 미화했다.
린저는 나치에 반대하는 젊은 여성들에게 나치의 긍정적인 면을 알리려고 잡지 헤어드포이어(Herdfeuer)에 단편 소설을 기고했다. 1934년 젊은 세대라는 아돌프 히틀러에 대한 찬양시를 썼다. 1942년에 영화제작사 UFA(당시에는 Universum Film AG, 현재 UFA GmbH)를 위해 여성 전국 노조 봉사단(RAD)에 대한 영화 각본을 썼다. 1936년부터 1939년까지 국가사회주의여성동맹(NS-Frauenschaft)과 국가사회주의교육자연맹(NS-Lehrerbund)에 속했었다. 1943년에 나치 선전영화 감독인 칼 리터(Karl Ritter)를 위해 소녀의 학교(Schule der Mädchen)의 각본을 썼다.

## 저서
- 《파문 Die glä sernen Ringe》또는 《유리반지》1941년
- 《감옥에서의 일기 Gefängnistagesbuch》1946년
- 《얀 로벨 Jan Lobel aus Warschau》1948년
- 《삶의 한가운데 Mitte des Lebens》1950년
- 《다니엘라 Daniela》1953년
- 《희생자 Der Sündenbock》1955년
- 《완전한 기쁨 (Die Vollkommene Freude)》1962년
- 《토비아스》1967년
- 《검은 당나귀 Der Schwarze Esel》1973년
- 《상처받은 용 Der verwundete Drache》1977년
- 《미리암》1983년
- 《아벨라르의 사랑 Abaelards Liebe》1991년
- 《북한기행》 1981년
- 《운명 Kunst des Schattenspiels》1994년부터 1997년

## 수상
- 로즈비타 기념메달 (1979년)
- 하인리히 만 문학상(1987년)
- 엘리자베트 랑게서 문학상(1988년)